# Albert Fink
Pour les articles homonymes, voir Fink.
Albert Fink est un ingénieur civil américain d'origine allemande, né à Lauterbach (Hesse) le 27 octobre 1827, et mort à Ossining, comté de Westchester, État de New York, le 3 avril 1897 .

## Biographie
Il a étudié l'architecture et le génie civil à l'École polytechnique de Darmstadt, et a été diplômé en 1848. Il a émigré aux États-Unis à la fin du printemps 1849.

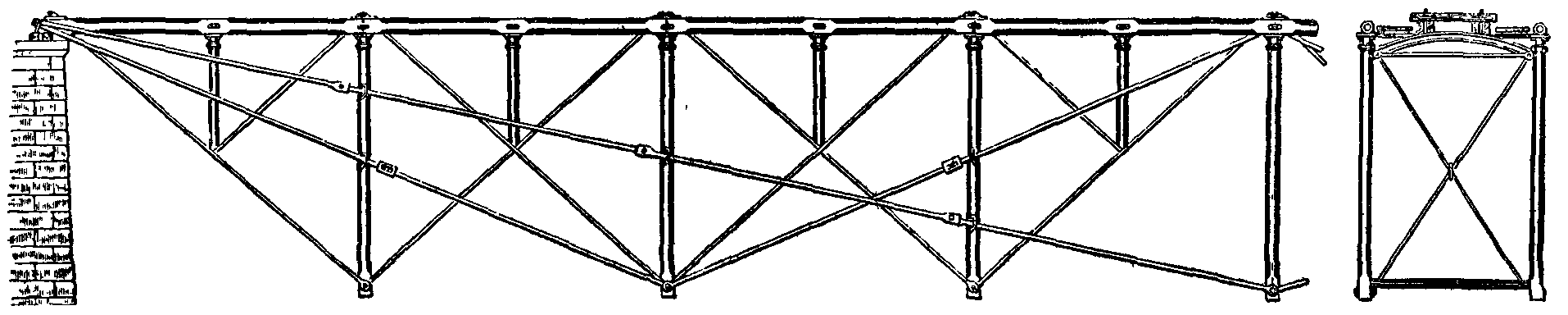
Demi-poutre treillis Fink

Il a commencé comme dessinateur pour la compagnie Baltimore & Ohio Railroad (B&O) où travaillent l'ingénieur en chef, Benjamin Henry Latrobe et Wendel Bollman (1814 – 1884). Il est rapidement devenu le principal assistant de Benjamin Henry Latrobe. Dans cette position, il supervisait la conception et la construction des bâtiments et des ponts. Benjamin Latrobe lui a demandé de concevoir des ponts en fer d'une plus grande portée qu'il pourrait utiliser sur les cours d'eau devant être traversés. Ayant étudié le pont conçu par Wendel Bollman pour franchir le Potomac à Harpers Ferry, il en a amélioré la conception.
La construction de la voie entre Cumberland (Maryland) et Wheeling (Virginie-Occidentale) lui a permis de superviser la construction des premiers ponts en fer des États-Unis. En 1852, Benjamin Latrobe lui a confié la conception du pont permettant de franchir la rivière Monongahela à Fairmont (Virginie-Occidentale). C'est sur ce pont qu'a été utilisé pour la première fois la poutre à treillis Fink. C'était à l'époque le plus grand pont en fer des États-Unis. Puis la section Grafton - Parkersburg (Virginie-Occidentale) a pu commencer dont il a supervisé la construction des ponts et des tunnels. Pendant cette période, il a aussi été ingénieur conseil pour la compagnie Norfolk and Petersburg Railway qui construisait le pont de Norfolk (Virginie).

Dessins du Monongahela Bridge
Monongahela Bridge en 1852

Albert Fink a reçu le brevet pour sa poutre-treillis le 9 mai 1854.

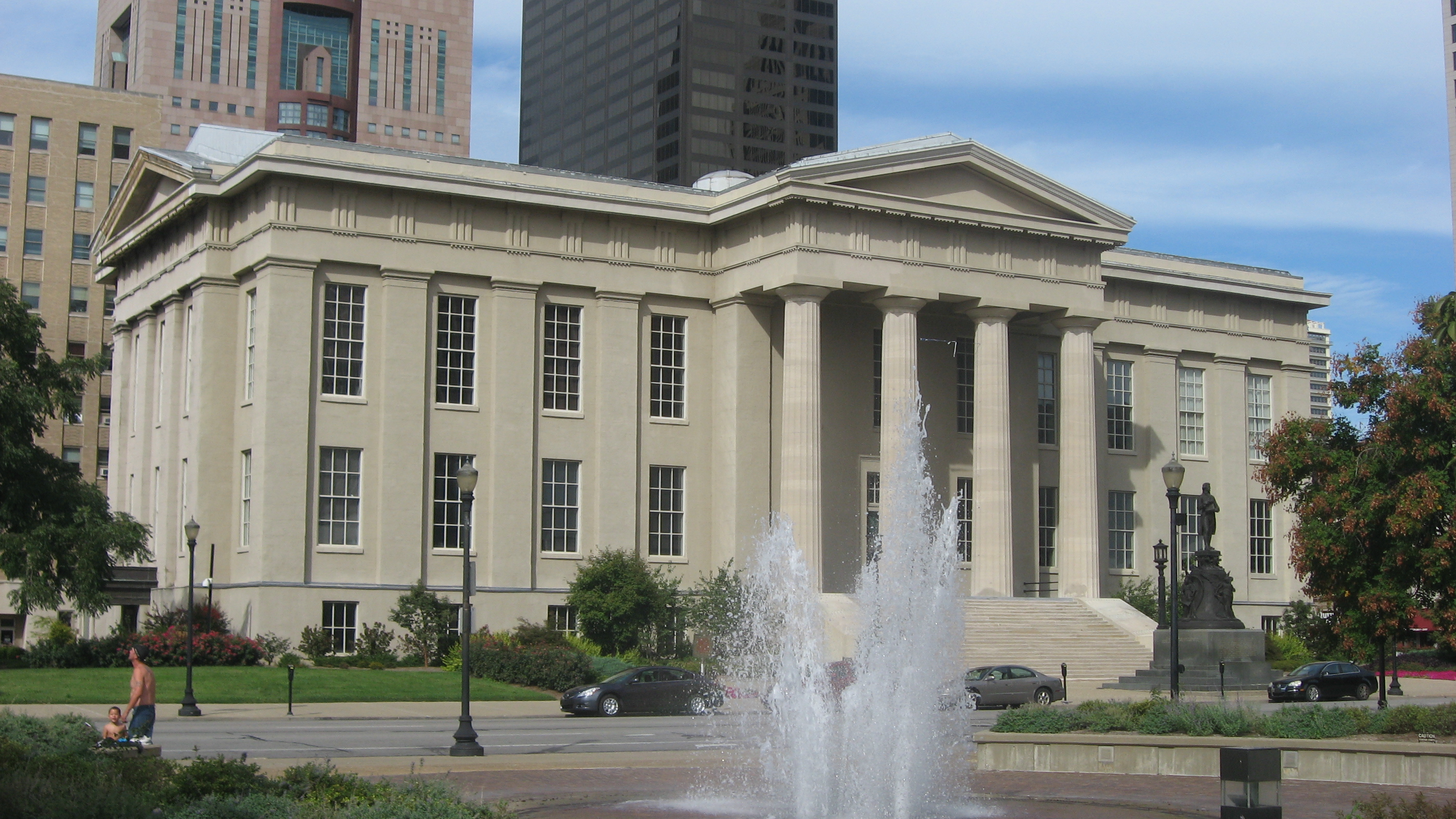
Ancien palais de justice du comté de Jefferson

Il quitte la B&O en 1857 pour devenir l'assistant de George McLeod, ingénieur en chef de la compagnie Louisville and Nashville Railroad (L&N). Il a continué à construire de nombreux ponts, parmi lesquels, le pont à cinq travées en poutre treillis Fink de Green River au sud de Munfordville qui a été le second plus long pont en fer des États-Unis. En 1859 il a été nommé ingénieur en chef de la compagnie Louisville and Nashville Railroad. Dans le même temps il a terminé la construction du palais de justice du comté de Jefferson (Kentucky) qui était resté inachevé pendant 20 ans.

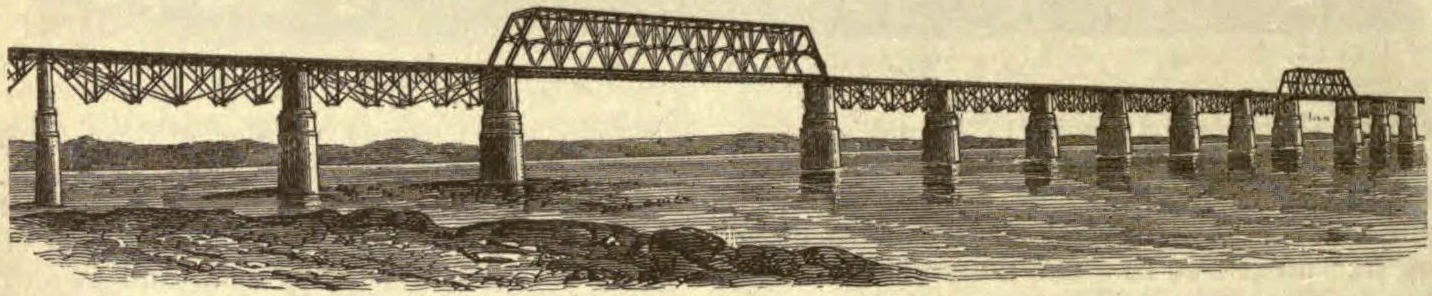
Pont ferroviaire de Louisville, sur l'Ohio

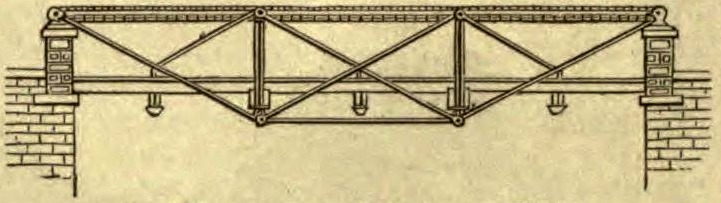
Poutre treillis Fink modifié

Il a ensuite construit un pont à Nashville pour franchir la rivière Cumberland.
Pendant la guerre de Sécession, Albert Fink et son corps d'ingénieurs ont été occupés à réparer les dégâts faits au cours des raids confédérés.
À la fin de la guerre, il a été nommé directeur général de la compagnie Louisville and Nashville Railroad. Il s'est remarié le 14 avril 1869 avec Sallie Moore Hunt, de Louisville, dont il a eu une fille Eleanor.
En 1870 est ouvert le pont au-dessus de l'Ohio à Louisville qui avec une longueur d'environ 1600 m était le plus long au moment de sa réalisation (il a été remplacé en 1918-1919). Après sa construction il est nommé vice-président de la compagnie, en 1871.
À la fin de la crise bancaire de mai 1873, il a étudié rapidement les coûts du transport en établissant des taux pour le fret à partir d'une comptabilité et rédigé deux mémoires sur le sujet désignés sous le titre "The Fink Report on Costs of Transportation".
Pendant cette période il a cherché la manière d'améliorer la compétition entre les compagnies de chemine de fer et aussi leur coopération. Il a conçu un plan pur la Southern Railway and Steamship Association qui a été formée à Atlanta et dans laquelle il est nommé commissaire général. Il a alors démissionné son poste de vice-président. Pendant deux ans il a travaillé à stabiliser les tarifs de fret entre les 25 compagnies. Il a été considéré comme le père des études économiques et des statistiques des chemins de fer américains ("Father of Railway Economics and Statistics").
Il fait un voyage en Allemagne en juin 1877. Après son retour à New York, les quatre présidents des compagnies principales de chemin de fer, Vanderbilt, Jewett (en), Scott (en), et Garrett (en), lui ont demandé de rester dans la ville pour organiser le trafic en direction de l'ouest. Il accepté cette position de commissaire pour diriger avec succès ces lignes.
Il est élu président de American Society of Civil Engineers en 1878.
L' Interstate Commerce Act de 1887 qui commence la période de régulation par le gouvernement américain rend son travail moins nécessaire. Par ailleurs, des problèmes de santé l'ont conduit à démissionner de son poste de commissaire de la Trunk Line en 1889. Il a passé sa retraite essentiellement dans sa maison du Kentucky à faire des études et des recherches.
Il est mort dans un sanatorium situé sur l'Hudson. Il a été inhumé à Cave Hill Cemetery, à Louisville.

## Licences
- Licence no 10,887 du 9 mai 1854, Truss Bridge, accordée à Albert Fink, de Baltimore, Maryland (voir)
- Licence no 16,728 du 3 mars 1857, Bridge-Truss, accordée à Albert Fink, de Parkersburg, Virginie (voir)
- Licence no 63,714 du 9 avril 1867, Improved Bridge, accordée à Albert Fink, de Louisville, Kentucky (voir)
- Licence no 116,787 du 4 juillet 1871, Improvement in bridge-trusses, accordée à Albert Fink, de Louisville, Kenticky (voir)
- Complément de la licence no 9,575 du 15 février 1881, Bridge, accordée à Albert Fink, de New York, N. Y. (voir)

## Derniers survivants des ponts en poutres-treillis Fink
Des ponts construits avec des treillis Fink, il ne reste plus que deux exemples :
- pont de Zoarville, construit par Smith & Latrobe Company à Canal Dover (Ohio) en 1868, pour franchir la rivière Tuscarawas, déplacé en 1905[3]
- pont construit en 1870 comme pont ferroviaire de la Norfolk and Western Railroad, puis transformé en pont routier en 1893. Il a été déplacé dans le parc de Riverside à Lynchbourg où il sert de passerelle piétonnière[4].

Le pont routier de Hamden, comté de Hunterdon, Nex Jersey, a été démoli en 1978 à la suite d'un accident.
Le pont de Main Street de Phoenixville comprenait deux parties : un pont routier en maçonnerie construit en 1847 auquel a été adjoint en 1874 un pont ferroviaire en poutre treillis Fink. Le pont en treillis Fink a été déplacé.

Pont de Zoarville
Pont de Hamden, comté de Hunterdon
Main Street Bridge, Phoenixville]